# Martin Prince
 (avril 2024).
Si vous disposez d'ouvrages ou d'articles de référence ou si vous connaissez des sites web de qualité traitant du thème abordé ici, merci de compléter l'article en donnant les références utiles à sa vérifiabilité et en les liant à la section « Notes et références ».
Martin Prince est un personnage fictif de la série télévisée Les Simpson.
Il est la caricature de l'élève surdoué et fayot par excellence. Son cerveau génial (216 de Q.I., d'après un test subtilisé par Bart) lui fait rater les joies de l'enfance. Malgré son côté sympathique, il est la cible privilégiée des autres élèves (en particulier des petits caïds, Nelson, Jimbo, Dolph, Kearney, ou même Bart Simpson) jaloux de ses capacités et certainement également exaspérés à cause de sa dévotion au corps enseignant et plus particulièrement à l'autorité.
Il n'est pas un des personnages qui a eu le plus droit à des épisodes spéciaux, mais à chaque épisode se déroulant dans l'école de Springfield, il est présent. Dans l'épisode Aide-toi et le ciel t'aidera (Bart Gets An F), il aide Bart à devenir un élève modèle un court instant afin de ne pas redoubler tandis que lui-même se transforme peu à peu en gamin turbulent aux limites du vandalisme lorsque Bart et ses amis l'initient aux bêtises, mais pour un instant tout aussi court. C'est également l'un des nombreux personnages en surpoids de la série. Il fut une fois envoyé au camp Krusty pour maigrir tandis que Bart et sa sœur luttaient pour survivre dans de piètres conditions.
Dans l'épisode le mariage de Lisa, on apprend que Martin a péri lors de l'exposition des sciences. Mais juste après la caméra descend dans les sous sols de l'école et on y voit Martin habillé comme le fantôme de l'opéra. Lors de cet épisode, la voyante disait que l'action se passe en 2010. (Saison 6 épisode 19)
Martin meurt une deuxième fois dans l'épisode « C comme crétin » (Saison 19 - Épisode 14) à la suite d'une chute du haut d'une falaise poussé par Bart avec la complicité de Lisa cependant à la fin de l'épisode nous apprenons que celui-ci a été sauvé par l’élastique de sécurité de son caleçon.
Dans plusieurs épisodes, il est supposé qu'il aurait des tendances homosexuelles. Dans l'épisode Le Futur passé, on apprend qu'il a subi une opération pour changer de sexe.